# Mit geschlossenen Augen
Mit geschlossenen Augen (Originaltitel: 100 colpi di spazzola prima di andare a dormire – „Hundert Striche mit der Bürste vor dem Schlafengehen“) ist ein 2003 erschienenes Buch der italienischen Autorin Melissa Panarello, das sie unter dem Pseudonym Melissa P. veröffentlichte. Ob es auf eigenen Erlebnissen beruht und als Autobiografie aufzufassen ist, ist umstritten. Das Buch erschien 2004 auch in Deutschland. 

## Inhalt
Die 15-jährige Melissa schreibt in Tagebuchform über ihre sexuellen Erlebnisse. Die Einträge beginnen im Jahr 2000. Beschrieben wird die Suche der Autorin nach Liebe, in deren Verlauf sie Leiden ertragen muss und an sexuellen Exzessen beteiligt ist. Geschildert werden u. a. Affären mit Nachhilfelehrern, Studenten und verheirateten Männern. Melissa nimmt an sexuellen Orgien und an BDSM-Spielen teil.

## Rezeption
In Italien entfachte das Buch einen Skandal. Besonders umstritten war die Frage, ob die Darstellung überhaupt auf eigenen Erlebnissen beruht.

## Verfilmung
Luca Guadagnino verfilmte das Buch 2005 in Italien unter dem Titel Melissa P. Die Hauptrollen übernahmen María Valverde und Geraldine Chaplin. Von der italienischen Filmkritik wurde das Werk zumeist abgelehnt.